# Aéroport et port spatial de Mojave
L’aéroport et port spatial de Mojave (Mojave Air and Space Port) est un aéroport et port spatial américain situé dans le désert des Mojaves du comté de Kern, en Californie.

## Historique
Cet aéroport est ouvert en 1935 pour le service de l'industrie locale d'extraction minière (or et argent). En juillet 1942, le Corps des Marines des États-Unis l'utilise, et en 1946, l'United States Navy lui succède. L'aéroport est rendu au comté en 1961. En 2012, il acquiert son nom actuel.
Il n'y a pas de service régulier, ni de passager ou marchandise. Cependant, diverses activités : vol expérimental, industrie spatiale, maintenance lourde et stockage d'avions, se sont implantées sur le site.

## Galerie

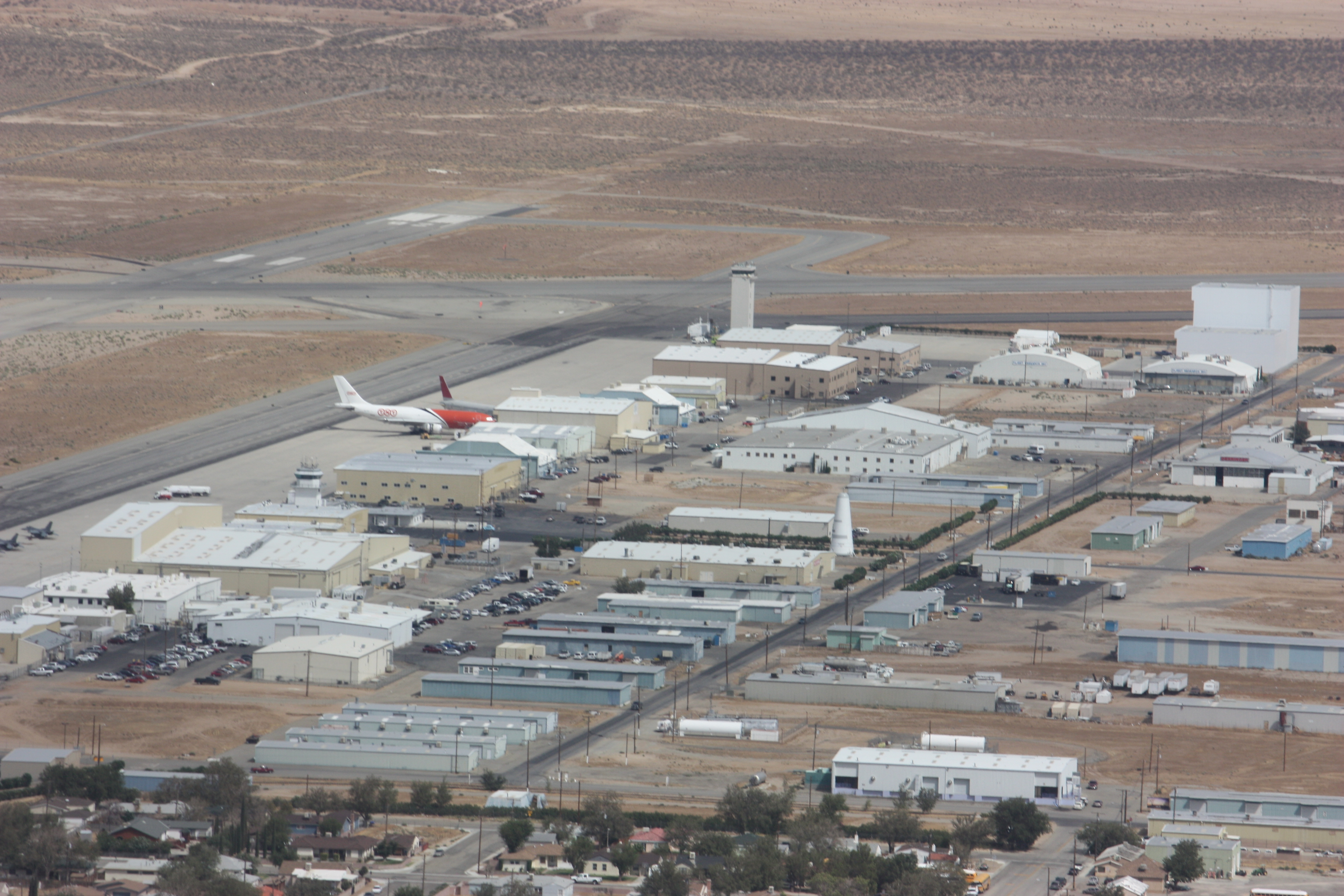
Vue panoramique (en 2009)
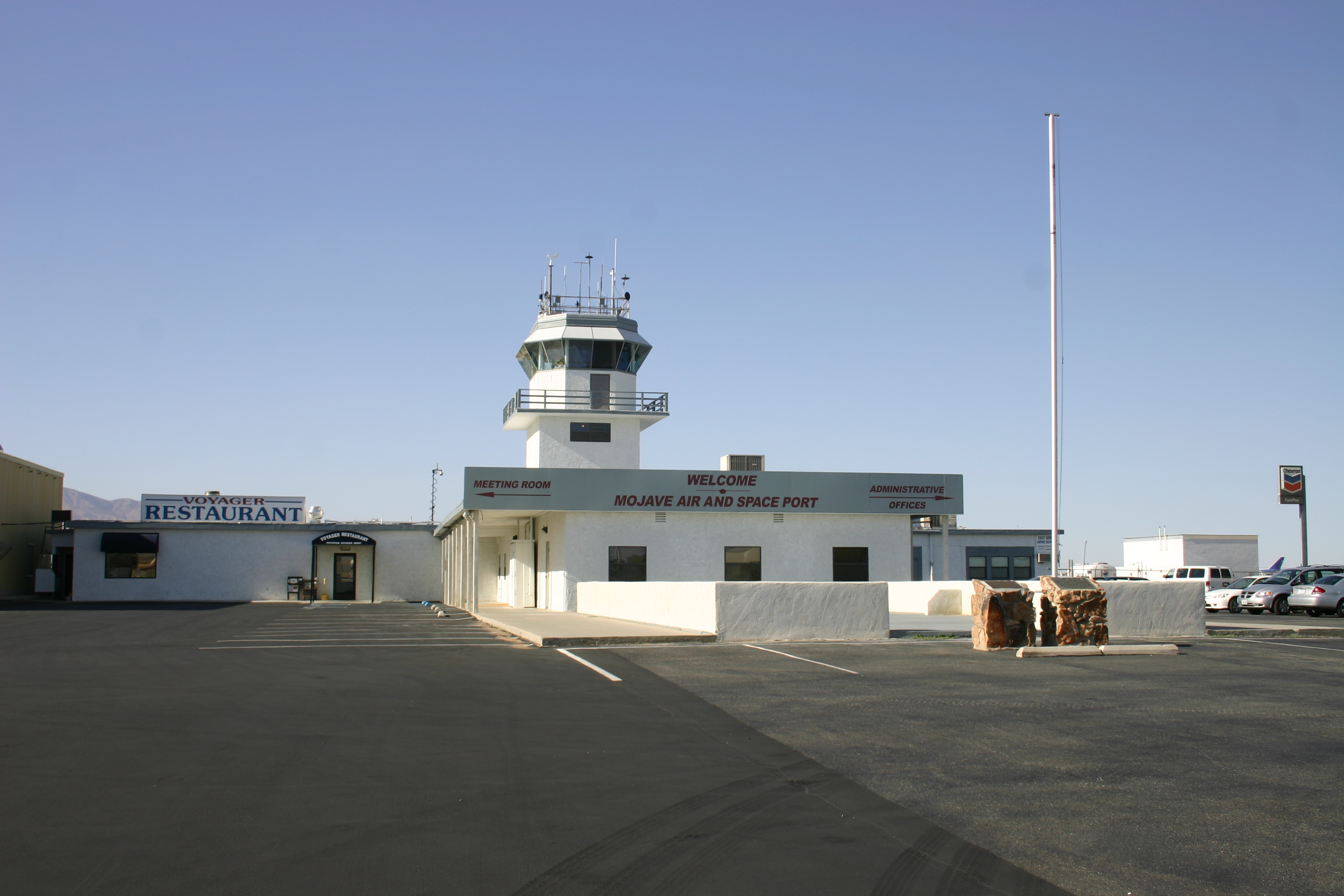
Le terminal
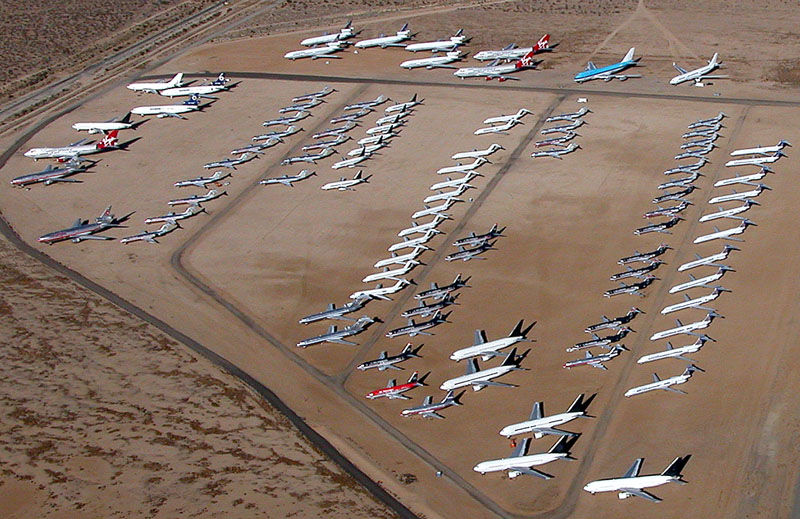
Emplacement de stockage pour les avions commerciaux
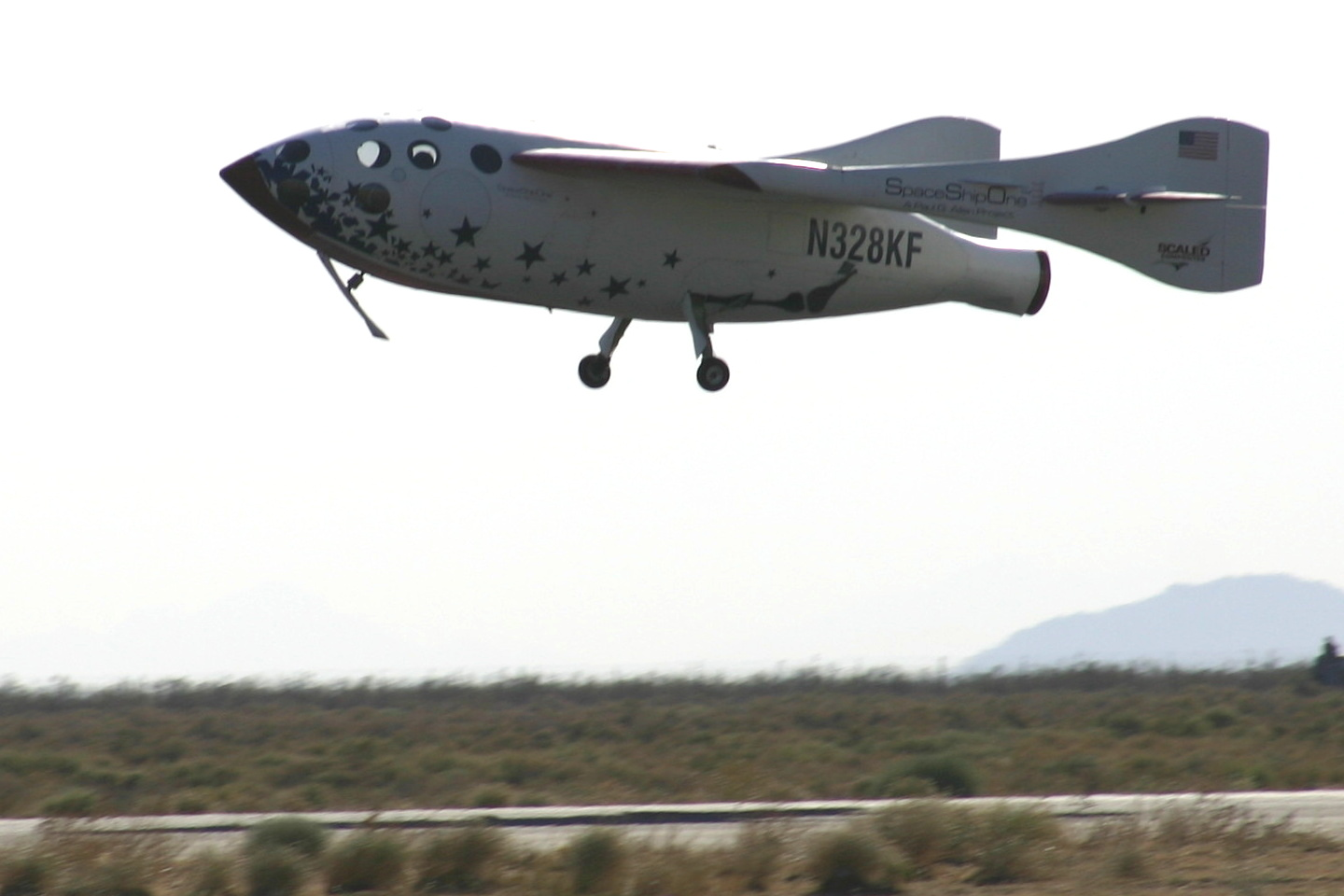
L'atterrissage de SpaceShipOne en 2004
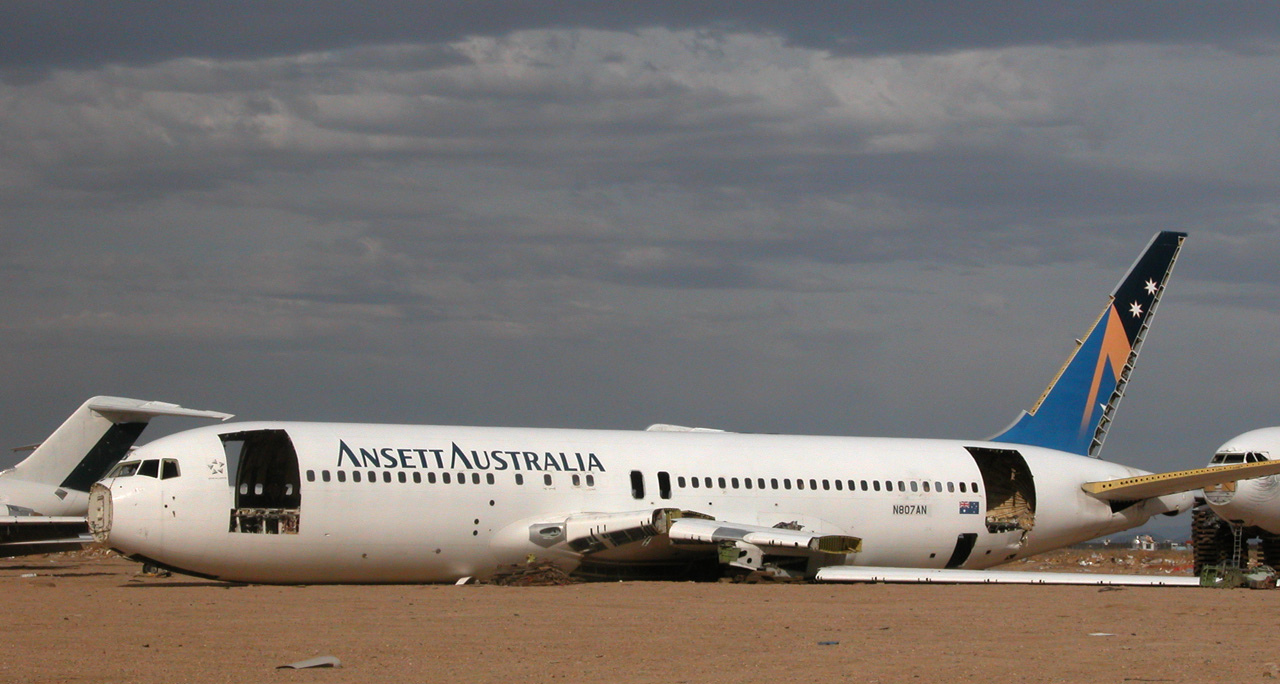
Un Boeing 767 en cours de démantèlement